# Iméré
Iméré ist eine Siedlung auf der Komoreninsel Anjouan im Indischen Ozean.

## Geografie
Der Ort liegt an der steilen Südküste zwischen Dzindri (W) und Bandani-Vouani (O). Zusammen mit den Orten Dzindri Mtsangani, Salamani und Marontronii liegt er unterhalb des Berges Hataouilou.

## Klima
Nach dem Köppen-Geiger-System zeichnet sich Iméré durch ein tropisches Klima mit der Kurzbezeichnung Am aus. Die Temperaturen sind das ganze Jahr über konstant und liegen zwischen 20 °C und 25 °C.